# Agrotis consueta
Agrotis consueta là một loài bướm đêm trong họ Noctuidae.